# 채선아 (아나운서)
채선아(1991년 12월 23일 ~ )는 대한민국의 CBS 아나운서이다.

## 출연작

### CBS
- CBS 뉴스
- 가스펠 아워
- 그대 창가에 채선아입니다 (2019년 3월 4일 ~ 2020년 3월 22일)
- 새아침입니다 (2021년 6월 28일 ~ 2022년 6월 9일)
- 주말 뉴스쇼 (2022년 3월 26일 ~ 2022년 7월 9일)
- 굿모닝뉴스 채선아입니다 (2022년 7월 11일 ~ 2023년 4월 8일)
- 오뜨밀 라이브 (2023년 4월 24일 ~ 2024년 5월 30일)
- 라이키팝 (2024년 6월 3일 ~ 2025년 6월 27일)